# Orthodoxa Confessio Fidei
Orthodoxa Confessio Fidei (także pot. Konfesja Mohyły) – łacińskojęzyczne, prawosławne wyznanie wiary napisane przed rokiem 1640 przez metropolitę kijowskiego, Piotra Mohyłę. 

## Historia
Redagując tekst konfesji Mohyła zasięgał m.in. rad Izajasza Trochimowicza-Kozłowskiego, rektora Kolegium Kijowsko-Mohylańskiego. Niektórzy badacze twierdzili nawet, że Mohyła nie był autorem dzieła. W 1640 zwołał do Kijowa synod, który miał rozstrzygnąć, które księgi liturgiczne, w tym jego konfesja, miały być dystrybuowane wśród duchowieństwa. Przyjęto wówczas jego wyznanie wiary tylko tymczasowo i postanowiono wysłać tekst do Konstantynopola z prośbą o zatwierdzenie przez tamtejszego patriarchę, Parteniusza I, który szukając zgody w Kościele, odłożył dzieło ad acta. Na wniosek Mohyły zwołano kolejny synod do Jass w 1642. Uczestniczyli w nim przedstawiciele Konstantynopola, Meletios Syrigos, były metropolita nicejski kościoła kijowskiego, Izajasz Trochimowicz-Kozłowski oraz dwóch innych wysokich dostojników duchownych, jak również delegaci kościoła moskiewskiego i kościołów wschodnich. Syrigos przetłumaczył konfesję na język grecki i taki tekst był analizowany pod kątem ewentualnego przyjęcia. Obawiając się zbytniej łacińskości wyznania dokonał w nim licznych przeróbek, skreśleń i dodatków, częściowo za zgodą Mohyły, który nie znał biegle greki.
W tej formie konfesja została przyjęta przez synod w Jassach. Niedługo później postanowienia te zatwierdził patriarcha konstantynopolitański Parteniusz II, a za nim patriarcha aleksandryjski – Joanicjusz, antiocheński – Makary oraz jerozolimski – Paisjusz. W 1654 Paisjusz (wówczas patriarcha konstantynopolitański) polecał dzieło Nikonowi, patriarsze moskiewskiemu. W 1656 patriarcha Parteniusz III (sprzymierzeniec Moskwy i wróg Kijowa), podczas synodu w Konstantynopolu, oskarżył tekst Mohyły o zabarwienie doktryną rzymską. W 1662 patriarcha jerozolimski, Nektariusz orzekł, że wyznanie zawiera wyłącznie czystą naukę i nie zawiera żadnych nowinek przyjętych z jakiejkolwiek religii. W 1667 konfesja została wydana w Amsterdamie po grecku w wersji Syrigosa. W tej wersji, za aprobatą Patriarchatu Konstantynopolitańskiego, rozesłano ją do wszystkich kościołów prawosławnych. Mimo tego zawarte w niej nauki nigdy nie zostały uznane za istotne artykuły wiary.

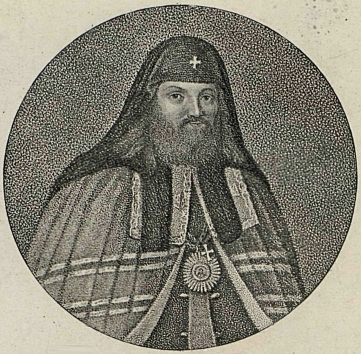
Piotr Mohyła, autor dzieła

W 1685, z inicjatywy patriarchy moskiewskiego Joachima, dzieło przetłumaczono na język staro-cerkiewno-słowiański, ale wydano je dopiero w 1696 na rozkaz cara Piotra I i carycy Elżbiety. Patriarcha Adrian orzekł, że jest to księga napisana z Bożego natchnienia. Car cenił ją na równi z pismami Ojców Kościoła. Począwszy od 1691 pojawiły się ponownie nastroje krytyczne w stosunku do wyznania Mohyły. Patriarcha konstantynopolitański, Kallinikos oraz jerozolimski, Dositeos powstrzymali jednak te tezy, orzekając, iż tekst jest ortodoksyjny i nienaganny. Dositeos napisał nawet obszerny wstęp greką opublikowany w 1699 w Sangowie przez hieronimitę gruzińskiego, Antimosa.

## Treść
Jest to pierwsza od czasów Jana z Damaszku próba ścisłego ujęcia zasadniczych wierzeń Kościoła. Konfesja odnosiła się ponadto do wymiany myśli teologicznej pomiędzy kościołami wschodnimi i zachodnimi.
Odnośnie pochodzenia Ducha Świętego napisano w dziele, że Duch Święty pochodzi tylko od Ojca w tym znaczeniu, że Ojciec jest źródłem i zasadą Bóstwa. Mohyła przyjął rzymską naukę o czyśćcu oraz domniemywał, iż dusze świętych dostają się od razu do raju. W zakresie predestynacji i Boskiej przedwiedzy przyjął stanowisko Gennadiusza II Scholara oparte na naukach Jana z Damaszku. Odnośnie wiary i uczynków przyjęto punkt widzenia patriarchy Jeremiasza II, z jego odpowiedzi do luteran, jednak dodano, że grzeszą ci, co liczą, że będą zbawieni przez samą wiarę, bez dobrych uczynków. Mohyła z Syrigosem względem transsubstancjacji przyjęli nauki łacińskie lecz interpretowali je na poziomie materialnym. Odrzucono grecką naukę o epiklesis (przemiana chleba i wina dokonuje się tylko przez odwołanie do Ducha Świętego), a w to miejsce przyjęto łacińskie przekonanie, że przemiana dokonuje się w chwili powtarzania słów wypowiedzianych przez Jezusa. 
Zasadniczo nie ma wątpliwości, że konfesja Mohyły jest silnie inspirowana duchem latynizmu.